# ウニオン・エスパニョーラ
ウニオン・エスパニョーラ（スペイン語: Unión Española S.A.D.P.）は、チリの首都サンティアゴを本拠地とするサッカークラブである。

## 概略
1897年にスペイン系移民によって創設された。チリ国内リーグには初年度の1933年から参加し、1943年にリーグ初優勝を果たした。その歴史の中でも顕著な活躍をみせた1970年代には、国内リーグで3回の優勝、1975年に国際大会における最大の成功といえるコパ・リベルタドーレス準優勝という成績を残す。
ライバルであるアウダックス・イタリアーノ、パレスティーノとの試合はクラシコ・デ・コロニアスと呼ばれる。

## タイトル

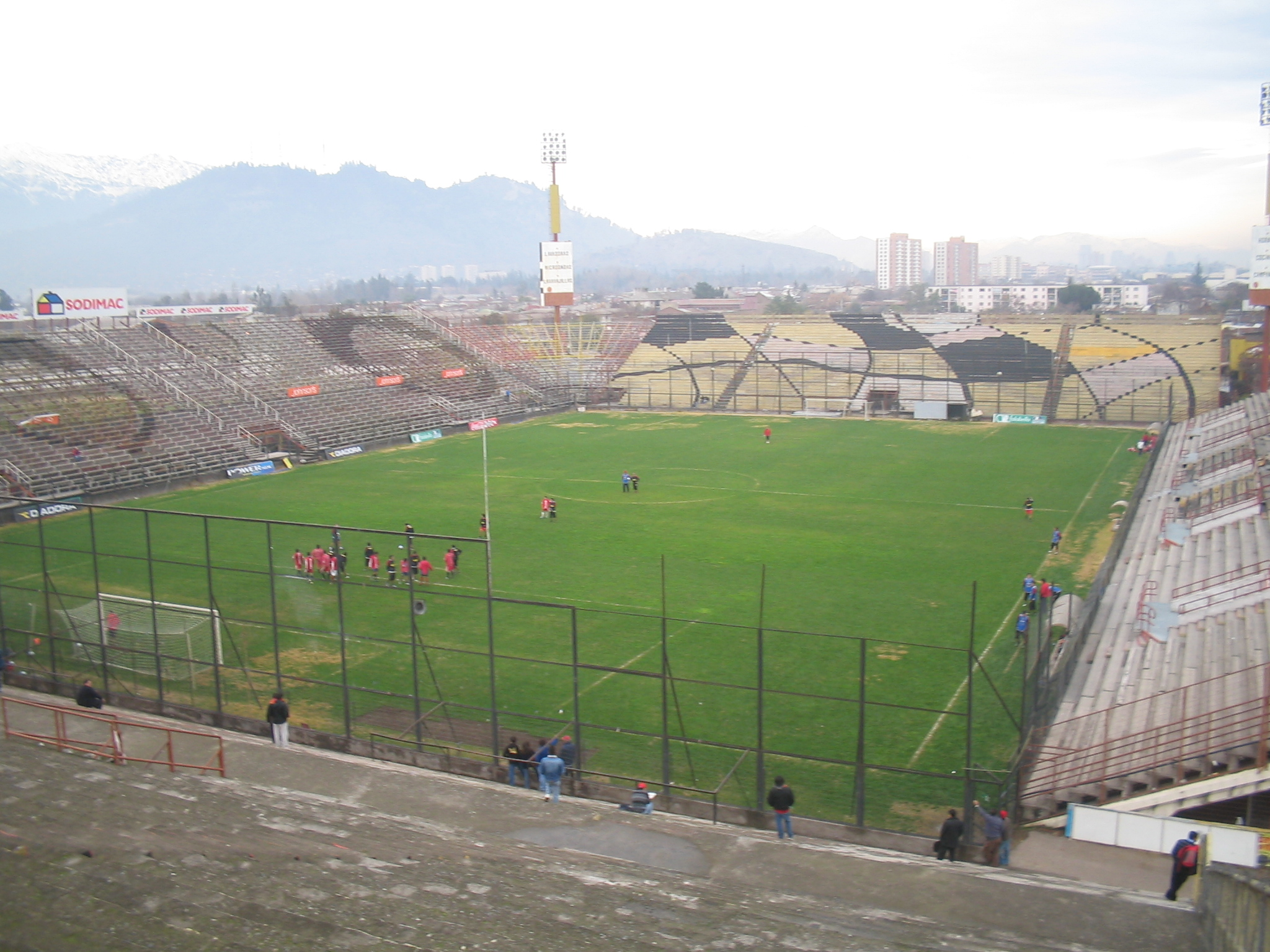
エスタディオ・サンタ・ラウラ

### 国内タイトル
- リーグ：7回
  - 1943, 1951, 1973, 1975, 1977, 2005A, 2013

- カップ：3回
  - 1947, 1992, 1993

### 国際タイトル
なし

## 現所属メンバー
2024年8月8日現在
注：選手の国籍表記はFIFAの定めた代表資格ルールに基づく。
| No. | Pos. |              | 選手名                   |
| --- | ---- | ------------ | ------------------------ |
| 1   | GK   | チリ         | マルティン・パーラ       |
| 2   | DF   | チリ         | ケビン・コントレラス     |
| 3   | DF   | チリ         | バレンティン・ビダル     |
| 4   | MF   | チリ         | ミロバン・セリス         |
| 5   | MF   | ウルグアイ   | アグスティン・ナドルス   |
| 6   | MF   | チリ         | ブルーノ・ハウレギ       |
| 7   | FW   | パラグアイ   | フェルナンド・オベラール |
| 8   | MF   | チリ         | ブライアン・カルバーリョ |
| 9   | FW   | アルゼンチン | マティアス・スアレス     |
| 10  | MF   | チリ         | アリエル・ウリベ         |
| 11  | MF   | スペイン     | クリス・モンテス         |
| 12  | GK   | チリ         | エンソ・ウリベ           |
| 13  | DF   | チリ         | セバスティアン・ペレイラ |
| 14  | MF   | チリ         | イグナシオ・ヌニェス     |
| 15  | FW   | チリ         | ロドリゴ・バスケス       |

| No. | Pos. |            | 選手名                     |
| --- | ---- | ---------- | -------------------------- |
| 16  | DF   | チリ       | シモン・ラミレス           |
| 17  | MF   | チリ       | フェリペ・マスリ           |
| 18  | DF   | チリ       | フェリペ・エスピノーサ     |
| 19  | DF   | チリ       | ブライアン・ベハル         |
| 20  | MF   | チリ       | マティアス・マリン         |
| 21  | DF   | チリ       | ニコラス・ディアス         |
| 22  | MF   | チリ       | パブロ・アランギス         |
| 23  | FW   | チリ       | イグナシオ・ヘラルディーノ |
| 24  | FW   | チリ       | ガブリエル・ノランブエナ   |
| 25  | GK   | ウルグアイ | Franco Torgnascioli        |
| 26  | DF   | チリ       | バスティアン・ロコ         |
| 27  | FW   | チリ       | ディエゴ・ロブレス         |
| 28  | DF   | チリ       | ビセンテ・カブレラ         |
| 30  | GK   | チリ       | ニコラス・ガリード         |

## 歴代監督
- マヌエル・ロドリゲス (2006)
- エクトル・ピント (2007)
- マルセロ・エスピナ (2007-2008)
- ホルヘ・ガルセス (2008)
- ルイス・エルナン・カルバーリョ (2008-2009)
- ホセ・ルイス・シエラ (2009)
- ルベン・イスラエル (2009-2010)
- ホセ・ルイス・シエラ (2010-2015)
- フェルナンド・ベルガラ (2015-2016)
- ブラディミール・ビゴーラ (2016)
- マルティン・パレルモ (2016-2018)
- フェルナンド・ディアス (2018-2019)
- ロナルド・フエンテス (2019-2021)
- ホルヘ・ペリセル (2021)
- セサル・ブラーボ (2021-2022)
- グスタボ・カナレス (2022)
- ロナルド・フエンテス (2023-)

## 歴代在籍選手
- / エクトル・リアル 1964
- ホルヘ・デリー・バルデス 1992
- ネルソン・タピア 2002